# Mullendorf
Mullendorf (en luxemburguès: Mëllerëf) és una vila de la comuna de Steinsel del districte de Luxemburg al cantó de Luxemburg. Està a uns 8,4 km de distància de l'aeroport de Luxemburg.